# Swimming
Swimming —en español: Nadando— es el quinto álbum de estudio del cantante y rapero estadounidense Mac Miller y su último álbum que se lanzará durante su vida. Fue lanzado el 3 de agosto de 2018 por REMember Music y Warner Bros. Records. 
La producción del álbum estuvo a cargo del propio Miller, así como de Dev Hynes, J. Cole, Dâm-Funk, DJ Dahi, Tae Beast, Flying Lotus y Cardo, entre otros. El álbum no tiene funciones acreditadas, pero contiene contribuciones vocales de Dâm-Funk, Dev Hynes, Snoop Dogg, Syd, Thundercat y JID. Entre los músicos que trabajaron en el álbum también figuran John Mayer y Jon Brion, quienes tocaron guitarra y órgano, respectivamente, en "Small Worlds", al igual que Steve Lacy, quien colaboró con la guitarra en "Jet Fuel". 
Swimming fue apoyado por tres sencillos: "Small Worlds", "Self Care" y "What's the Use?" El álbum recibió críticas generalmente positivas de los críticos y debutó en el número tres en el Billboard 200. Fue nominado como Mejor Álbum de Rap en los Premios Grammy de 2019.

## Lanzamiento y promoción
Swimming fue lanzado en todo el mundo por Warner Bros. Records el 3 de agosto de 2018, entre otros álbumes de alto perfil, como Astroworld de Travis Scott y Stay Dangerous de YG. Miller interpretó "Ladders" en The Late Show with Stephen Colbert el 13 de agosto de 2018.
Miller anunció The Swimming Tour el 23 de julio de 2018, con Thundercat y JID como sus actos de apertura. La gira estaba programada para tener 26 espectáculos en América del Norte, comenzando en San Francisco el 27 de octubre de 2018 y concluyendo en Vancouver el 10 de diciembre de 2018. Se canceló tras la muerte de Miller el 7 de septiembre de 2018.

## Lista de canciones
| Swimming track listing |                      |                |          |  |
| N.º                    | Título               | Producer(s)    | Duración |  |
| 1.                     | «Come Back to Earth» | Brion          | 2:41     |  |
| 2.                     | «Hurt Feelings»      | J. Cole        | 4:05     |  |
| 3.                     | «What's the Use?»    | Pomo           | 4:48     |  |
| 4.                     | «Perfecto»           | Tee-WaTT       | 3:35     |  |
| 5.                     | «Self Care»          | DJ Dahi        | 5:45     |  |
| 6.                     | «Wings»              | Alexander Spit | 4:10     |  |
| 7.                     | «Ladders»            | Pomo           | 4:47     |  |
| 8.                     | «Small Worlds»       | Tae Beast      | 4:31     |  |
| 9.                     | «Conversation Pt. 1» | Cardo          | 3:30     |  |
| 10.                    | «Dunno»              | Parson Brown   | 3:57     |  |
| 11.                    | «Jet Fuel»           | DJ Dahi        | 5:45     |  |
| 12.                    | «2009»               | Eric G         | 5:47     |  |
| 13.                    | «So It Goes»         | Mac Miller     | 5:12     |  |

## Posicionamiento en lista
| Lista (2018)                            | Posiciones |
| --------------------------------------- | ---------- |
| Alemania (Offizielle Top 100)           | 54         |
| Australia (ARIA)                        | 7          |
| Austria (Ö3 Austria)                    | 35         |
| Bélgica (Ultratop flamenca)             | 15         |
| Bélgica (Ultratop valona)               | 73         |
| Canadá (Billboard Canadian Albums)      | 4          |
| República Checa (ČNS IFPI)              | 9          |
| Dinamarca (Hitlisten)                   | 13         |
| Países Bajos (Album Top 100)            | 13         |
| Finlandia (Suomen Virallinen Lista)     | 27         |
| Irlanda (IRMA)                          | 14         |
| Italia (FIMI)                           | 89         |
| New Zealand Albums (RMNZ)               | 7          |
| Noruega (VG-lista)                      | 10         |
| Suecia (Sverigetopplistan)              | 20         |
| Suiza (Schweizer Hitparade)             | 23         |
| Reino Unido (UK Albums Chart)           | 17         |
| Reino Unido (UK R&B Albums)             | 3          |
| US Billboard 200                        | 3          |
| Estados Unidos (Top R&B/Hip-Hop Albums) | 3          |